# Condylura cristata

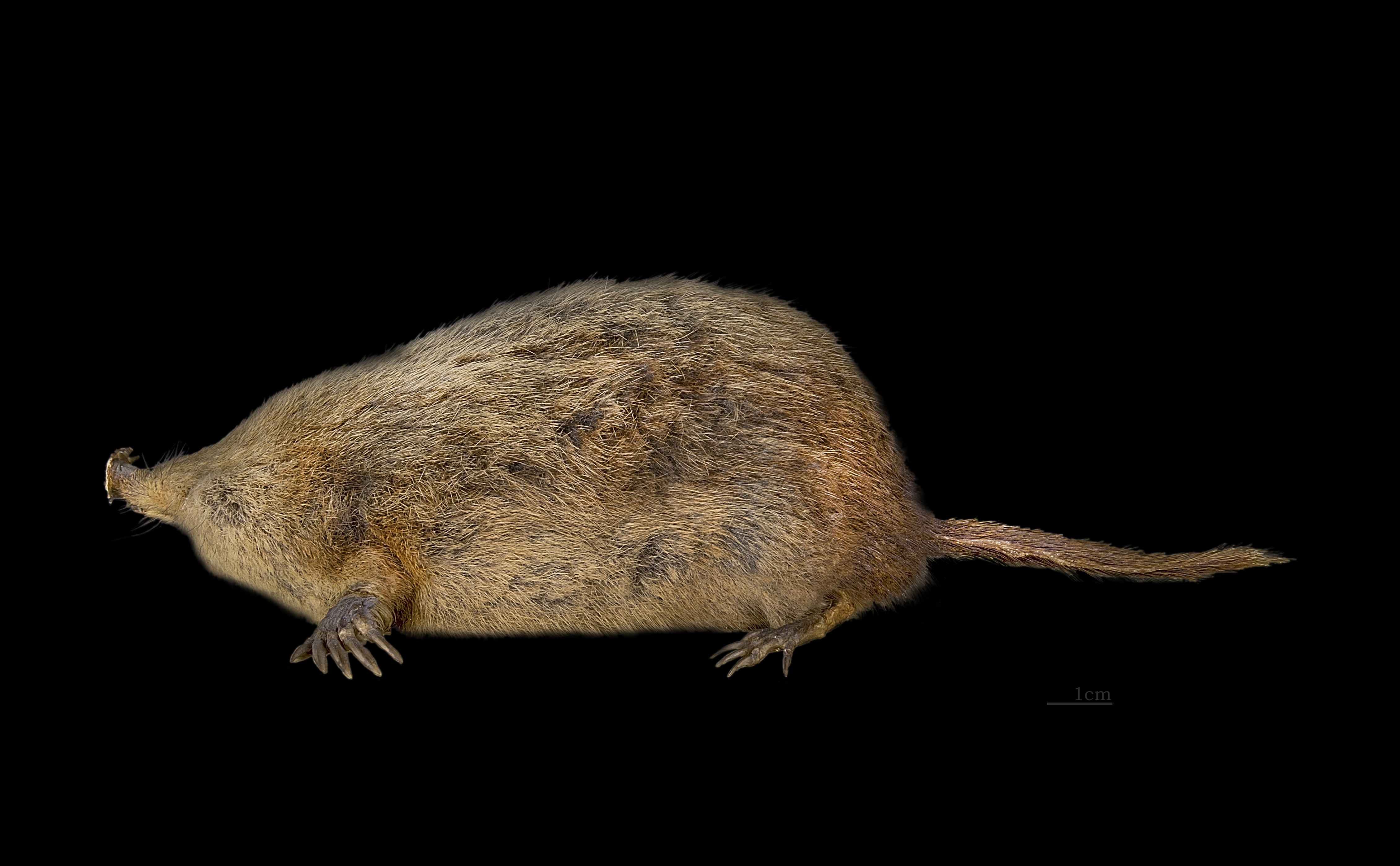
Um exemplar da coleção do Muséum de Toulouse.

A toupeira-nariz-de-estrela (Condylura cristata) é uma toupeira pequena encontrada em áreas baixas e úmidas nas partes do norte da América. É o único membro da tribo Condylurini e do gênero Condylura.
A toupeira-nariz-de-estrela é facilmente identificável pelos vinte e dois apêndices carnudos cor de rosa do seu focinho, que é usado como um órgão táctil com receptores sensoriais, conhecidos como órgãos de Eimer, com os quais essa toupeira com tamanho de hamster sente seu caminho por aí. Com a ajuda de seus órgãos de Eimer, pode estar perfeitamente preparado para detectar vibrações de ondas sísmicas. 

## Descrição
A toupeira de nariz estelar é coberta de pelos espessos, castanho-avermelhado e repelente de água, tem pés em grande escala e uma cauda longa e grossa, que parece funcionar como uma reserva de armazenamento de gordura para a estação de reprodução da primavera. Os adultos têm 15 a 20 cm (5,9 a 7,9 pol.) De comprimento, pesam cerca de 55 gramas (2 oz) e têm 44 dentes. A característica mais distintiva da toupeira é um círculo de 22 tentáculos móveis, cor-de-rosa e carnudos (chamados raios) no final do focinho, do qual deriva seu nome. Estes são usados para identificar alimentos por toque, como vermes, insetos e crustáceos.
A estrutura estrelada extremamente sensível é coberta por pequenos receptores de toque conhecidos como órgãos de Eimer. O nariz tem cerca de 1 cm de diâmetro, com cerca de 25 000 órgãos de Eimer distribuídos em 22 apêndices. Os órgãos de Eimer foram descritos pela primeira vez na toupeira europeia em 1871 pelo zoólogo alemão Theodor Eimer. Outras espécies de toupeiras também possuem os órgãos de Eimer, embora não sejam tão especializadas ou numerosas como na toupeira-nariz-de-estrela. Como a toupeira-nariz-de-estrela é funcionalmente cega, foi suspeitado por muito tempo que o focinho era para ser usado para detectar atividade elétrica em presas embora pouco, se houver, suporte empírico tenha sido encontrado para essa hipótese. A estrela nasal e a dentição desta espécie parecem ser principalmente adaptadas para explorar presas extremamente pequenas. Um relatório na revista Nature dá a este animal o título de mamífero mais rápido comendo, levando um pouco menos de 120 milissegundos (média: 227 ms) para identificar e consumir alimentos individuais. Seu cérebro decide em aproximadamente 8 ms se uma presa é comestível ou não. Essa velocidade está no limite da velocidade dos neurônios.
Essas toupeiras também são capazes de cheirar debaixo d'água, conseguindo exalar bolhas de ar em objetos ou trilhas de aromas e depois inalando as bolhas para levar os aromas de volta pelo nariz.

## Ecologia e comportamento
A toupeira-nariz-de-estrela vive em áreas úmidas das terras baixas e come pequenos invertebrados, insetos aquáticos, vermes, moluscos, pequenos anfíbios e peixes pequenos. Condylura cristata também foi encontrado em planícies secas distantes da água. Eles também foram encontrados nas Great Smokey Montain tão altos quanto 1676 metros. No entanto, a toupeira-nariz-de-estrela prefere as áreas úmidas e mal drenadas e os pântanos. É um bom nadador e pode forragear ao longo dos fundos de córregos e lagoas. Como outras toupeiras, este animal escava túneis superficiais superficiais para forragear; Muitas vezes, esses túneis saem debaixo d'água. É ativo dia e noite e permanece ativo no inverno, quando foi observado atravessando a neve e nadando em córregos cobertos de gelo. Pouco se sabe sobre o comportamento social das espécies, mas é suspeito de ser colonial.
A toupeira-nariz-de-estrela entram em fertilidade no final do inverno ou no início da primavera, e a fêmea tem tipicamente uma ninhada de quatro ou cinco filhotes no final da primavera ou no início do verão. No entanto, as fêmeas são conhecidas por ter uma segunda ninhada se a primeira delas tiver êxito. Ao nascer, cada descendente tem cerca de 5 cm de comprimento, sem pelos e pesa cerca de 1,5 g. Seus olhos, ouvidos e estrelas estão todos selados, apenas abrindo e tornando-se úteis cerca de 14 dias após o nascimento. Eles se tornam independentes após cerca de 30 dias e estão completamente maduros após 10 meses. Os predadores incluem o falcão-de-cauda-vermelha, Corujão-Orelhudo, Coruja-das-torres, raposas, doninhas, Vison, vários Mephitidae e mustelídeos, e peixes grandes, como o Esox Lucius, bem como gatos domésticos. ele é chamado de condylura cristas por causa de seu nariz estrelado.